# La Grande Basque
La Grande Basque är en ö i Kanada.   Den ligger i provinsen Québec, i den östra delen av landet, 800 km nordost om huvudstaden Ottawa. Arean är 4,1 kvadratkilometer.
Terrängen på La Grande Basque är platt. Den sträcker sig 3,5 kilometer i nord-sydlig riktning, och 1,8 kilometer i öst-västlig riktning.